# Berenburg

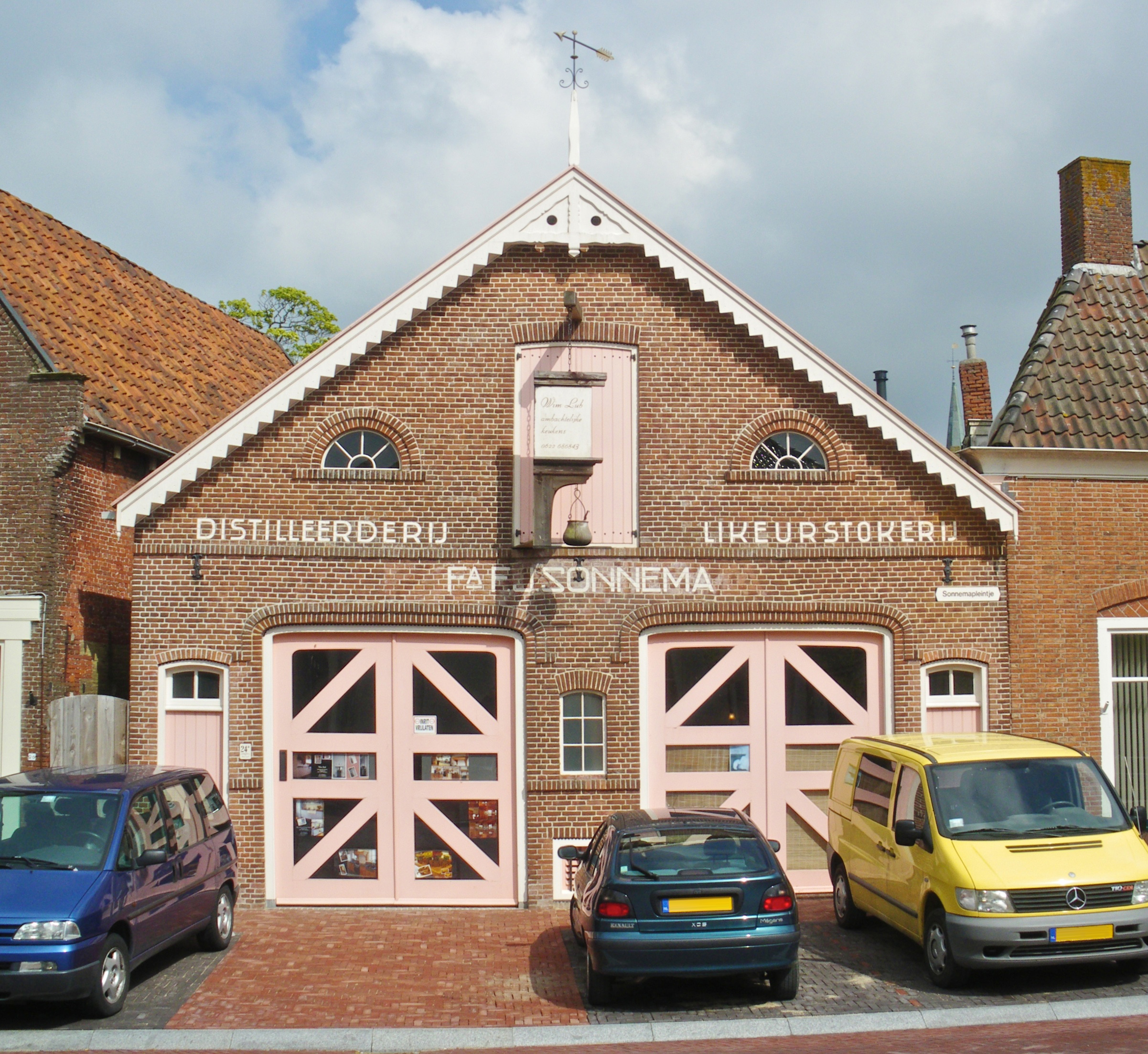
Budynek destylarni Sonnemy w Dokkum

Berenburg (fryz. Bearenburch) – gorzki likier ziołowy, pochodzący z Holandii, produkowany przez dodawanie ziół do jeneveru. Zawiera około 30% alkoholu. Stał się bardzo popularny w prowincjach Fryzja, Drenthe i Groningen.
Początkowo służył do celów leczniczych. Przygotowywany jest z etanolu, do którego maceruje się owoce i szyszkojagody jałowca, liście laurowe, kolendrę i anyż.
Na terenie Unii Europejskiej zalicza się do napojów spirytusowych. Jest napojem pokrewnym do włoskiego amaro.
Napój swoją nazwę zawdzięcza kupcowi z Amsterdamu Hendrikowi Beerenburgowi, który wymyślił przepis. Dzieli się na kilka gatunków, m.in. Sonnema Berenburg, Weduwe Joustra, Hooghoudt Kalmoes, Plantinga czy Boomsma Berenburger.
Fryzyjski zespół De Hûnekop, śpiewający w języku fryzyjskim, stworzył piosenkę poświęconą napojowi.